# Stobitus
Stobitus is een geslacht van hooiwagens uit de familie Podoctidae.
De wetenschappelijke naam Stobitus is voor het eerst geldig gepubliceerd door Roewer in 1949. 

## Soorten
Stobitus is monotypisch en omvat slechts de volgende soort:
- Stobitus spinipes